# Beaivverivier
De Beaivverivier (Beaivvejohka) is een rivier die stroomt in de Zweedse  gemeente Kiruna. De rivier verzorgt de afwatering van het Beaivvemeer. De rivier stroomt naar het zuidoosten en belandt uiteindelijk samen met de Sarvárivier in het Ripasmeer. Ze is circa 10 kilometer lang.
Afwatering: Beaivverivier → (Ripasmeer) → Ripasrivier → (Torneträsk) → Torne → Botnische Golf